# Eishockey-Weltmeisterschaft der U18-Frauen 2017
Die 10. Eishockey-Weltmeisterschaften der U18-Frauen der Internationalen Eishockey-Föderation IIHF waren die Eishockey-Weltmeisterschaften des Jahres 2017 in der Altersklasse der Unter-Achtzehnjährigen (U18). Insgesamt nahmen zwischen dem 7. und 29. Januar 2016 24 Nationalmannschaften an den vier Turnieren der Top-Division, der Division IA und neu eingeführten Division IB sowie Qualifikation zu selbiger im folgenden Jahr teil.

## Teilnehmer, Austragungsorte und -zeiträume
- Top-Division: 7. bis 14. Januar 2017 in Zlín und Přerov, Tschechien

Teilnehmer:  Finnland,  Japan (Aufsteiger),  Kanada,  Russland,  Schweden,  Schweiz,  Tschechien,  USA (Titelverteidiger)
- Division I
  - Gruppe A: 8. bis 14. Januar 2017 in Budapest, Ungarn
Teilnehmer:  Deutschland,  Frankreich (Absteiger),  Norwegen,  Österreich (Aufsteiger),  Slowakei,  Ungarn
  - Gruppe B: 8. bis 14. Januar 2017 in Katowice, Polen
Teilnehmer:  Volksrepublik China,  Dänemark (Absteiger),  Großbritannien,  Italien,  Kasachstan,  Polen

- Qualifikation zur Division IB: 26. bis 29. Januar 2017 in Donostia-San Sebastián, Spanien

Teilnehmer:  Australien,  Mexiko (Neuling),  Rumänien,  Spanien (Neuling)

## Top-Division
Die U18-Weltmeisterschaft der Top-Division fand vom 7. bis 14. Januar 2017 in den tschechischen Städten Zlín und Přerov statt. Die Spiele wurden in zwei Hallen, der 529 Zuschauer fassenden PSG aréna in Zlín und der Přerov Aréna mit einer Kapazität von bis zu 3.000 Plätzen, ausgetragen. Insgesamt besuchten 11.919 Zuschauer die 21 Turnierspiele, was einem Schnitt von 567 pro Partie entsprach.
Am Turnier nahmen acht Nationalmannschaften teil, die in zwei leistungsmäßig abgestuften Gruppen zu je vier Teams spielten. Dabei setzten sich die beiden Gruppen nach den Platzierungen der Nationalmannschaften bei der Weltmeisterschaft 2016 nach folgendem Schlüssel zusammen:
| Gruppe A (Zlín) | Gruppe B (Přerov) |
| USA (1)         | Tschechien (5)    |
| Kanada (2)      | Finnland (6)      |
| Schweden (3)    | Schweiz (7)       |
| Russland (4)    | Japan (9)         |

### Modus
Nach den Gruppenspielen der Vorrunde qualifizierten sich der Gruppenerste und -zweite der Gruppe A direkt für das Halbfinale. Der Dritte und Vierte derselben Gruppe erreichte das Viertelfinale. In der Gruppe B galt dies für den Gruppenersten und -zweiten. Die Teams im Viertelfinale bestritten je ein Qualifikationsspiel zur Halbfinalteilnahme. Der Dritte und Vierte der Gruppe B bestritten eine Best-of-Three-Runde um den siebten Platz sowie den Abstieg in die Division IA.

### Austragungsorte
Die beiden Spielstätten der Top-Division, die PSG aréna und das Zimní stadion Přerov, waren schon im Jahr 2012 Spielorte der Eishockey-Weltmeisterschaft der U18-Frauen.
| Zlín |

| Přerov |

| Zlín |

| Přerov |

### Vorrunde

#### Gruppe A
| 7. Januar 2017 15:30 Uhr (Ortszeit) | USA | 6:1 (2:0, 2:0, 2:1) Spielbericht | Russland | PSG aréna, Zlín Zuschauer: 264 |

| 7. Januar 2017 19:30 Uhr | Kanada | 5:1 (0:1, 3:0, 2:0) Spielbericht | Schweden | PSG aréna, Zlín Zuschauer: 239 |

| 8. Januar 2017 15:30 Uhr | Kanada | 4:2 (1:0, 1:2, 2:0) Spielbericht | Russland | PSG aréna, Zlín Zuschauer: 233 |

| 8. Januar 2017 19:30 Uhr | Schweden | 0:4 (0:1, 0:3, 0:0) Spielbericht | USA | PSG aréna, Zlín Zuschauer: 176 |

| 10. Januar 2017 15:30 Uhr | USA | 0:1 n. V. (0:0, 0:0, 0:0, 0:1) Spielbericht | Kanada | PSG aréna, Zlín Zuschauer: 486 |

| 10. Januar 2017 19:30 Uhr | Russland | 2:1 n. P. (0:0, 0:0, 1:1, 0:0, 1:0) Spielbericht | Schweden | PSG aréna, Zlín Zuschauer: 191 |

| Pl. |          | Sp | S | OTS | OTN | N | Tore  | Punkte |
| 1.  | Kanada   | 3  | 2 | 1   | 0   | 0 | 10:03 | 8      |
| 2.  | USA      | 3  | 2 | 0   | 1   | 0 | 10:02 | 7      |
| 3.  | Russland | 3  | 0 | 1   | 0   | 2 | 05:11 | 2      |
| 4.  | Schweden | 3  | 0 | 0   | 1   | 2 | 02:11 | 1      |

Abkürzungen: Pl. = Platz, Sp = Spiele, S = Siege, OTS = Siege nach Verlängerung (Overtime) oder Penaltyschießen, OTN = Niederlagen nach Verlängerung oder Penaltyschießen, N = Niederlagen

Erläuterungen: Halbfinalqualifikant, Viertelfinalqualifikant

#### Gruppe B
| 7. Januar 2017 16:15 Uhr (Ortszeit) | Tschechien | 3:2 (1:0, 0:2, 2:0) Spielbericht | Japan | Přerov Aréna, Přerov Zuschauer: 1.825 |

| 7. Januar 2017 20:15 Uhr | Finnland | 3:1 (2:0, 1:1, 0:0) Spielbericht | Schweiz | Přerov Aréna, Přerov Zuschauer: 148 |

| 8. Januar 2017 16:15 Uhr | Schweiz | 3:2 n. P. (2:0, 0:1, 0:1, 0:0, 1:0) Spielbericht | Tschechien | Přerov Aréna, Přerov Zuschauer: 2.230 |

| 8. Januar 2017 20:15 Uhr | Finnland | 2:0 (0:0, 1:0, 1:0) Spielbericht | Japan | Přerov Aréna, Přerov Zuschauer: 115 |

| 10. Januar 2017 16:15 Uhr | Tschechien | 3:2 n. V. (0:0, 1:0, 1:2, 1:0) Spielbericht | Finnland | Přerov Aréna, Přerov Zuschauer: 1.584 |

| 10. Januar 2017 20:15 Uhr | Japan | 1:2 (0:0, 1:1, 0:1) Spielbericht | Schweiz | Přerov Aréna, Přerov Zuschauer: 103 |

| Pl. |            | Sp | S | OTS | OTN | N | Tore | Punkte |
| 1.  | Finnland   | 3  | 2 | 0   | 1   | 0 | 7:4  | 7      |
| 2.  | Tschechien | 3  | 1 | 1   | 1   | 0 | 8:7  | 6      |
| 3.  | Schweiz    | 3  | 1 | 1   | 0   | 1 | 6:6  | 5      |
| 4.  | Japan      | 3  | 0 | 0   | 0   | 3 | 3:7  | 0      |

Abkürzungen: Pl. = Platz, Sp = Spiele, S = Siege, OTS = Siege nach Verlängerung (Overtime) oder Penaltyschießen, OTN = Niederlagen nach Verlängerung oder Penaltyschießen, N = Niederlagen

Erläuterungen: Viertelfinalqualifikant, Abstiegsrundenqualifikant

### Abstiegsrunde
Die Relegationsrunde wurde im Modus Best-of-Three ausgetragen. Hierbei trafen der Dritt- und Viertplatzierte der Gruppe B aufeinander. Die Mannschaft, die von maximal drei Spielen zuerst zwei für sich entscheiden konnte, verblieb in der WM-Gruppe, der Verlierer stieg in die Division I ab.
| 11. Januar 2017 20:15 Uhr (Ortszeit) | Schweiz | 5:2 (1:1, 2:0, 2:1) Spielbericht Stand: 1:0 | Japan | Přerov Aréna, Přerov Zuschauer: 98 |

| 13. Januar 2017 12:00 Uhr | Japan | 1:2 n. P. (0:1, 1:0, 0:0, 0:0, 0:1) Spielbericht Stand: 0:2 | Schweiz | Přerov Aréna, Přerov Zuschauer: 112 |

### Finalrunde
|  | Viertelfinale    | Viertelfinale | Viertelfinale |    |          | Halbfinale | Halbfinale | Halbfinale |    |          | Finale           | Finale           | Finale           |
|  |                  |               |               |    |          |            |            |            |    |          |                  |                  |                  |
|  |                  |               |               |    |          | A1         | Kanada     | 6          |    |          |                  |                  |                  |
|  | A4               | Schweden      | 2             |    |          | A4         | Schweden   | 2          |    |          |                  |                  |                  |
|  | B1               | Finnland      | 1             |    |          |            |            |            |    | A1       | Kanada           | 1                |                  |
|  |                  |               |               |    | A2       | USA        | 3          |            |    |          |                  |                  |                  |
|  |                  |               |               | A2 | USA      | 6          |            |            |    |          |                  |                  |                  |
|  | A3               | Russland      | 2             |    |          | A3         | Russland   | 0          |    |          | Spiel um Platz 3 | Spiel um Platz 3 | Spiel um Platz 3 |
|  | B2               | Tschechien    | 0             |    |          |            |            |            | A3 | Russland | 2                |                  |                  |
|  |                  |               |               | A4 | Schweden | 0          |            |            |    |          |                  |                  |                  |
|  |                  |               |               |    |          |            |            |            |    |          |                  |                  |                  |
|  | Spiel um Platz 5 |               |               |    |          |            |            |            |    |          |                  |                  |                  |
|  | B1               | Finnland      | 2             |    |          |            |            |            |    |          |                  |                  |                  |
|  | B2               | Tschechien    | 0             |    |          |            |            |            |    |          |                  |                  |                  |

#### Viertelfinale
| 11. Januar 2016 16:15 Uhr (Ortszeit) | Russland | 2:0 (0:0, 2:0, 0:0) Spielbericht | Tschechien | Přerov Aréna, Přerov Zuschauer: 1.496 |

| 11. Januar 2017 20:15 Uhr | Schweden | 2:1 (1:0, 1:0, 0:1) Spielbericht | Finnland | PSG aréna, Zlín Zuschauer: 186 |

#### Spiel um Platz 5
| 13. Januar 2017 20:00 Uhr | Finnland | 2:0 (1:0, 1:0, 0:0) Spielbericht | Tschechien | Přerov Aréna, Přerov Zuschauer: 892 |

#### Halbfinale
| 13. Januar 2017 16:00 Uhr | Kanada | 6:2 (1:0, 2:2, 3:0) Spielbericht | Schweden | PSG aréna, Zlín Zuschauer: 266 |

| 13. Januar 2017 16:00 Uhr | USA | 6:0 (2:0, 4:0, 0:0) Spielbericht | Russland | Přerov Aréna, Přerov Zuschauer: 405 |

#### Spiel um Platz 3
| 14. Januar 2017 16:00 Uhr | Russland | 2:0 (0:0, 0:0, 2:0) Spielbericht | Schweden | Přerov Aréna, Přerov Zuschauer: 369 |

#### Finale
| 14. Januar 2017 19:00 Uhr | Kanada | 1:3 (0:0, 0:1, 1:2) Spielbericht | USA | PSG aréna, Zlín Zuschauer: 500 |

### Statistik

#### Beste Scorerinnen
Abkürzungen: Sp = Spiele, T = Tore, V = Assists, Pkt = Punkte, +/− = Plus/Minus, SM = Strafminuten; Fett: Turnierbestwert
| Spieler               | Team       | Sp | T | V | Pkt | +/− | SM |
| --------------------- | ---------- | -- | - | - | --- | --- | -- |
| Lisa Rüedi            | Schweiz    | 5  | 5 | 1 | 6   | +4  | 0  |
| Grace Zumwinkle       | USA        | 5  | 4 | 2 | 6   | +6  | 2  |
| Cayla Barnes          | USA        | 5  | 3 | 3 | 6   | +5  | 4  |
| Sophie Shirley        | Kanada     | 5  | 2 | 4 | 6   | +1  | 2  |
| Natalie Heising       | USA        | 5  | 3 | 2 | 5   | +4  | 2  |
| Petra Nieminen        | Finnland   | 5  | 2 | 3 | 5   | +4  | 4  |
| Brette Pettet         | Kanada     | 5  | 2 | 3 | 5   | +2  | 2  |
| Noemi Ryhner          | Schweiz    | 5  | 2 | 3 | 5   | +5  | 2  |
| Clair DeGeorge        | USA        | 5  | 0 | 5 | 5   | +3  | 4  |
| Oxana Bratischtschewa | Russland   | 5  | 3 | 1 | 4   | −3  | 31 |
| Magdalena Erbenová    | Tschechien | 5  | 3 | 1 | 4   | +2  | 0  |

#### Beste Torhüterinnen
Abkürzungen: Sp = Spiele, Min = Eiszeit (in Minuten), GT = Gegentore, SO = Shutouts, Sv% = gehaltene Schüsse (in %), GTS = Gegentorschnitt; Fett: Turnierbestwert
| Spieler              | Team     | Sp | Min    | GT | SO | Sv%   | GTS  |
| -------------------- | -------- | -- | ------ | -- | -- | ----- | ---- |
| Jenna Silvonen       | Finnland | 4  | 240:00 | 3  | 2  | 96,97 | 0,75 |
| Alex Gulstene        | USA      | 3  | 181:57 | 3  | 0  | 95,89 | 0,99 |
| Danika Ranger        | Kanada   | 3  | 180:41 | 3  | 1  | 95,08 | 1,00 |
| Saskia Maurer        | Schweiz  | 5  | 315:00 | 9  | 0  | 94,92 | 1,71 |
| Walerija Merkuschewa | Russland | 6  | 288:56 | 11 | 2  | 93,41 | 2,28 |

### Abschlussplatzierungen
| Pl. | Team       |
| --- | ---------- |
| 1   | USA        |
| 2   | Kanada     |
| 3   | Russland   |
| 4   | Schweden   |
| 5   | Finnland   |
| 6   | Tschechien |
| 7   | Schweiz    |
| 8   | Japan      |

### Titel, Auf- und Abstieg
| Weltmeister USA | Cayla Barnes, Natalie Buchbinder, Jesse Compher, Clair DeGeorge, Delaney Drake, Alex Gulstene, Taylor Heise, Natalie Heising, Gabrielle Hughes, Nicole LaMantia, Anneke Linser, Maureen Murphy, Elizabeth Norton, Emily Oden, Gracie Ostertag, Dominique Petrie, Lindsay Reed, Allyson Simpson, Catherine Skaja, Taylor Wente, Madeline Wethington, Grace Zumwinkle Trainer: Joel Johnson |

| Silber Kanada | Ashton Bell, Maegan Beres, Emma Buckles, Édith D’Astous-Moreau, Gabrielle David, Nara Elia, Sarah Fillier, Meaghan Hector, Brooke Hobson, Olivia Knowles, Emma Maltais, Brooke McQuigge, Avery Mitchell, Brette Pettet, Amy Potomak, Danika Ranger, Sophie Shirley, Alexa Vasko, Audrey-Anne Veillette, Courtney Vorster, Daryl Watts, Shelby Wood Trainer: Troy Ryan |

| Bronze Russland | Darja Beloglasowa, Swetlana Bobrowa, Polina Bolgarewa, Oxana Bratischtschewa, Jekaterina Dobrodejewa, Margarita Dorofejewa, Dijana Farchutdinowa, Anna Klimkina, Wiktorija Kulischowa, Marija Kusnezowa, Walerija Merkuschewa, Jelena Mesenzewa, Marija Nadeschdina, Alina Orlowa, Nina Pirogowa, Jelena Proworowa, Jelisaweta Rodnowa, Anna Sawonina, Tatjana Schatalowa, Olga Schirokowa, Aljona Starowoitowa, Darja Subok Trainer: Jewgeni Bobariko |

| Absteiger in die Division IA:   | Japan       |
| Aufsteiger in die Top-Division: | Deutschland |

### Auszeichnungen
Spielertrophäen
| Auszeichnung        | Spielerin            | Team     |
| ------------------- | -------------------- | -------- |
| Beste Torhüterin    | Walerija Merkuschewa | Russland |
| Beste Verteidigerin | Cayla Barnes         | USA      |
| Beste Stürmerin     | Sophie Shirley       | Kanada   |

## Division I

### Gruppe A in Budapest, Ungarn
Das Turnier der Gruppe A der Division I wurde vom 8. bis 14. Januar 2017 in der ungarischen Hauptstadt Budapest ausgetragen. Die Spiele fanden im 2.540 Zuschauer fassenden Tüskecsarnok statt. Insgesamt besuchten 2.246 Zuschauer die 15 Turnierspiele, was einem Schnitt von 149 pro Partie entspricht.
| 8. Januar 2017 12:00 Uhr (Ortszeit) | Österreich | 2:1 (1:1, 0:0, 1:0) Spielbericht | Frankreich | Tüskecsarnok, Budapest Zuschauer: 98 |

| 8. Januar 2017 15:30 Uhr | Norwegen | 3:2 (1:1, 0:1, 2:0) Spielbericht | Deutschland | Tüskecsarnok, Budapest Zuschauer: 116 |

| 8. Januar 2017 19:00 Uhr | Ungarn | 0:4 (0:0, 0:3, 0:1) Spielbericht | Slowakei | Tüskecsarnok, Budapest Zuschauer: 335 |

| 9. Januar 2017 12:00 Uhr | Frankreich | 2:3 n. V. (1:1, 0:0, 1:1, 0:1) Spielbericht | Norwegen | Tüskecsarnok, Budapest Zuschauer: 158 |

| 9. Januar 2017 15:30 Uhr | Slowakei | 3:2 (1:0, 1:0, 1:2) Spielbericht | Österreich | Tüskecsarnok, Budapest Zuschauer: 66 |

| 9. Januar 2017 19:00 Uhr | Deutschland | 3:0 (1:0, 1:0, 1:0) Spielbericht | Ungarn | Tüskecsarnok, Budapest Zuschauer: 210 |

| 11. Januar 2017 12:00 Uhr | Deutschland | 2:0 (1:0, 1:0, 0:0) Spielbericht | Slowakei | Tüskecsarnok, Budapest Zuschauer: 86 |

| 11. Januar 2017 15:30 Uhr | Österreich | 3:2 (2:0, 0:1, 1:1) Spielbericht | Norwegen | Tüskecsarnok, Budapest Zuschauer: 92 |

| 11. Januar 2017 19:00 Uhr | Frankreich | 1:3 (0:0, 1:0, 0:3) Spielbericht | Ungarn | Tüskecsarnok, Budapest Zuschauer: 245 |

| 12. Januar 2017 12:00 Uhr | Deutschland | 7:0 (3:0, 1:0, 3:0) Spielbericht | Österreich | Tüskecsarnok, Budapest Zuschauer: 48 |

| 12. Januar 2017 15:30 Uhr | Slowakei | 6:1 (2:0, 1:0, 3:1) Spielbericht | Frankreich | Tüskecsarnok, Budapest Zuschauer: 64 |

| 12. Januar 2017 19:00 Uhr | Norwegen | 5:3 (0:2, 2:0, 3:1) Spielbericht | Ungarn | Tüskecsarnok, Budapest Zuschauer: 218 |

| 14. Januar 2017 12:00 Uhr | Slowakei | 4:1 (1:0, 1:1, 2:0) Spielbericht | Norwegen | Tüskecsarnok, Budapest Zuschauer: 68 |

| 14. Januar 2017 15:30 Uhr | Frankreich | 2:4 (0:1, 1:2, 1:1) Spielbericht | Deutschland | Tüskecsarnok, Budapest Zuschauer: 82 |

| 14. Januar 2017 19:00 Uhr | Ungarn | 3:0 (0:0, 2:0, 1:0) Spielbericht | Österreich | Tüskecsarnok, Budapest Zuschauer: 360 |

| Pl. |             | Sp | S | OTS | OTN | N | Tore  | Punkte |
| 1.  | Deutschland | 5  | 4 | 0   | 0   | 1 | 18:05 | 12     |
| 2.  | Slowakei    | 5  | 4 | 0   | 0   | 1 | 17:06 | 12     |
| 3.  | Norwegen    | 5  | 2 | 1   | 0   | 2 | 14:14 | 8      |
| 4.  | Ungarn      | 5  | 2 | 0   | 0   | 3 | 09:13 | 6      |
| 5.  | Österreich  | 5  | 2 | 0   | 0   | 3 | 07:16 | 6      |
| 6.  | Frankreich  | 5  | 0 | 0   | 1   | 4 | 07:18 | 1      |

Abkürzungen: Pl. = Platz, Sp = Spiele, S = Siege, OTS = Siege nach Verlängerung (Overtime) oder Penaltyschießen, OTN = Niederlagen nach Verlängerung oder Penaltyschießen, N = Niederlagen

Erläuterungen: Aufsteiger in die Top-Division, Absteiger in die Division IB

### Gruppe B in Katowice, Polen
Das Turnier der Gruppe B der Division I wurde vom 8. bis 14. Januar 2017 im polnischen Katowice ausgetragen. Die Spiele fanden in der 1.417 Zuschauer fassenden Lodowisko Jantor statt. Insgesamt besuchten 2.914 Zuschauer die 15 Turnierspiele, was einem Schnitt von 194 pro Partie entspricht.
| 8. Januar 2017 13:00 Uhr (Ortszeit) | Großbritannien | 0:3 (0:2, 0:0, 0:1) Spielbericht | Italien | Lodowisko Jantor, Katowice Zuschauer: 124 |

| 8. Januar 2017 16:30 Uhr | Volksrepublik China | 4:1 (1:0, 2:1, 1:0) Spielbericht | Kasachstan | Lodowisko Jantor, Katowice Zuschauer: 91 |

| 8. Januar 2017 20:00 Uhr | Polen | 0:2 (0:1, 0:0, 0:1) Spielbericht | Dänemark | Lodowisko Jantor, Katowice Zuschauer: 512 |

| 9. Januar 2017 13:00 Uhr | Italien | 4:2 (2:1, 1:1, 1:0) Spielbericht | Volksrepublik China | Lodowisko Jantor, Katowice Zuschauer: 71 |

| 9. Januar 2017 16:30 Uhr | Dänemark | 5:1 (2:0, 1:0, 2:1) Spielbericht | Großbritannien | Lodowisko Jantor, Katowice Zuschauer: 80 |

| 9. Januar 2017 20:00 Uhr | Kasachstan | 2:4 (0:2, 1:0, 1:2) Spielbericht | Polen | Lodowisko Jantor, Katowice Zuschauer: 120 |

| 11. Januar 2017 13:00 Uhr | Dänemark | 1:0 (0:0, 1:0, 0:0) Spielbericht | Volksrepublik China | Lodowisko Jantor, Katowice Zuschauer: 74 |

| 11. Januar 2017 16:30 Uhr | Italien | 5:0 (2:0, 1:0, 2:0) Spielbericht | Kasachstan | Lodowisko Jantor, Katowice Zuschauer: 64 |

| 11. Januar 2017 20:00 Uhr | Polen | 2:1 (0:1, 1:0, 1:0) Spielbericht | Großbritannien | Lodowisko Jantor, Katowice Zuschauer: 526 |

| 12. Januar 2017 13:00 Uhr | Kasachstan | 1:6 (0:0, 0:2, 1:4) Spielbericht | Dänemark | Lodowisko Jantor, Katowice Zuschauer: 80 |

| 12. Januar 2017 16:30 Uhr | Großbritannien | 2:1 n. V. (1:1, 0:0, 0:0, 1:0) Spielbericht | Volksrepublik China | Lodowisko Jantor, Katowice Zuschauer: 102 |

| 12. Januar 2017 20:00 Uhr | Italien | 1:0 (1:0, 0:0, 0:0) Spielbericht | Polen | Lodowisko Jantor, Katowice Zuschauer: 420 |

| 14. Januar 2017 13:00 Uhr | Kasachstan | 2:4 (1:3, 1:0, 0:1) Spielbericht | Großbritannien | Lodowisko Jantor, Katowice Zuschauer: 90 |

| 14. Januar 2017 16:30 Uhr | Dänemark | 1:4 (1:2, 0:1, 0:1) Spielbericht | Italien | Lodowisko Jantor, Katowice Zuschauer: 140 |

| 14. Januar 2017 20:00 Uhr | Volksrepublik China | 0:1 n. V. (0:0, 0:0, 0:0, 0:1) Spielbericht | Polen | Lodowisko Jantor, Katowice Zuschauer: 420 |

| Pl. |                     | Sp | S | OTS | OTN | N | Tore  | Punkte |
| 1.  | Italien             | 5  | 5 | 0   | 0   | 0 | 17:03 | 15     |
| 2.  | Dänemark            | 5  | 4 | 0   | 0   | 1 | 15:07 | 12     |
| 3.  | Polen               | 5  | 2 | 1   | 0   | 2 | 07:06 | 8      |
| 4.  | Volksrepublik China | 5  | 1 | 0   | 2   | 2 | 07:09 | 5      |
| 5.  | Großbritannien      | 5  | 1 | 1   | 0   | 3 | 08:13 | 5      |
| 6.  | Kasachstan          | 5  | 0 | 0   | 0   | 5 | 06:23 | 0      |

Abkürzungen: Pl. = Platz, Sp = Spiele, S = Siege, OTS = Siege nach Verlängerung (Overtime) oder Penaltyschießen, OTN = Niederlagen nach Verlängerung oder Penaltyschießen, N = Niederlagen

Erläuterungen: Aufsteiger in die Division IA, Absteiger in die Qualifikation zur Division IB

### Auf- und Abstieg
| Absteiger in die Division IA:                   | Japan       |
| Aufsteiger in die Top-Division:                 | Deutschland |
| Absteiger in die Division IB:                   | Frankreich  |
| Aufsteiger in die Division IA:                  | Italien     |
| Absteiger in die Qualifikation zur Division IB: | Kasachstan  |
| Aufsteiger in die Division IB:                  | Australien  |

## Qualifikation zur Division IB
Das Qualifikationsturnier zur Gruppe B der Division I für das Jahr 2018 wurde vom 26. bis 29. Januar 2017 im spanischen Donostia-San Sebastián ausgetragen. Die Spiele fanden im 1.200 Zuschauer fassenden Palacio del Hielo Txuri Urdin Izotz Jauregia statt. Insgesamt besuchten 933 Zuschauer die sechs Turnierspiele, was einem Schnitt von 155 Zuschauern pro Partie entspricht.
| 26. Januar 2017 16:30 Uhr (Ortszeit) | Rumänien | 1:8 (1:3, 0:3, 0:2) Spielbericht | Mexiko | Palacio del Hielo Txuri Urdin Izotz Jauregia, Donostia-San Sebastián Zuschauer: 78 |

| 26. Januar 2017 20:00 Uhr | Spanien | 1:3 (1:1, 0:2, 0:0) Spielbericht | Australien | Palacio del Hielo Txuri Urdin Izotz Jauregia, Donostia-San Sebastián Zuschauer: 170 |

| 28. Januar 2017 16:30 Uhr | Australien | 5:0 (1:0, 2:0, 2:0) Spielbericht | Mexiko | Palacio del Hielo Txuri Urdin Izotz Jauregia, Donostia-San Sebastián Zuschauer: 120 |

| 28. Januar 2017 20:00 Uhr | Rumänien | 4:9 (1:2, 0:4, 3:3) Spielbericht | Spanien | Palacio del Hielo Txuri Urdin Izotz Jauregia, Donostia-San Sebastián Zuschauer: 250 |

| 29. Januar 2017 16:30 Uhr | Australien | 10:0 (4:0, 3:0, 3:0) Spielbericht | Rumänien | Palacio del Hielo Txuri Urdin Izotz Jauregia, Donostia-San Sebastián Zuschauer: 85 |

| 29. Januar 2017 20:00 Uhr | Mexiko | 2:3 (0:1, 2:2, 0:0) Spielbericht | Spanien | Palacio del Hielo Txuri Urdin Izotz Jauregia, Donostia-San Sebastián Zuschauer: 230 |

| Pl. |            | Sp | S | OTS | OTN | N | Tore  | Punkte |
| 1.  | Australien | 3  | 3 | 0   | 0   | 0 | 18:01 | 9      |
| 2.  | Spanien    | 3  | 2 | 0   | 0   | 1 | 13:09 | 6      |
| 3.  | Mexiko     | 3  | 1 | 0   | 0   | 2 | 10:09 | 3      |
| 4.  | Rumänien   | 3  | 0 | 0   | 0   | 3 | 05:27 | 0      |

Abkürzungen: Pl. = Platz, Sp = Spiele, S = Siege, OTS = Siege nach Verlängerung (Overtime) oder Penaltyschießen, OTN = Niederlagen nach Verlängerung oder Penaltyschießen, N = Niederlagen

Erläuterungen: Aufsteiger in die Division IB

### Auf- und Abstieg
| Absteiger in die Qualifikation zur Division IB: | Kasachstan |
| Aufsteiger in die Division IB:                  | Australien |